# Ostrynka
Ostrynka – wieś w Polsce położona w województwie podlaskim, w powiecie sokólskim, w gminie Janów.
| SIMC    | Nazwa       | Rodzaj    |
| ------- | ----------- | --------- |
| 0030521 | Podostrynka | część wsi |

W latach 1975–1998 miejscowość administracyjnie należała do województwa białostockiego.
Wierni kościoła rzymskokatolickiego należą do parafii św. Józefa Rzemieślnika i św. Faustyny Kowalskiej w Łubiance.